# Pseudopterogorgia hystrix
Pseudopterogorgia hystrix är en korallart som beskrevs av Bayer 1961. Pseudopterogorgia hystrix ingår i släktet Pseudopterogorgia och familjen Gorgoniidae. Inga underarter finns listade i Catalogue of Life.